# قرية الصفصاف
قرية الصفصاف هي قرية نموذجية مغربية تقع في الجهة الغربية للمملكة المغربية، وهي تبعد ب 5 كلم غرب مدينة مشرع بلقصيري، تقع الصفصاف ضمن إقليم سيدي قاسم، وتضم 22.941 نسمة (إحصاء 2004).